# Frengers
Frengers è il terzo album in studio del gruppo musicale alternative rock danese Mew, pubblicato nel 2003.

## Il disco
Il titolo del disco rappresenta una crasi tra le parole friend e strangers.
Sei delle dieci tracce presenti nell'album erano già state inserite nei precedenti due dischi A Triumph for Man e Half the World Is Watching Me, in entrambi i casi sono state riarrangiate per il mercato internazionale di Frengers.
All'album hanno collaborato, tra gli altri, la cantante svedese Stina Nordenstam (in Her Voice Is Beyond Her Years) e la quattordicenne cantante statunitense Becky Jarrett (in Symmetry).

## Tracce
1. Am I Wry? No – 4:54
2. 156 – 4:55
3. Snow Brigade – 4:22
4. Symmetry – 5:39
5. Behind the Drapes – 3:40
6. Her Voice Is Beyond Her Years – 2:48
7. Eight Flew Over, One Was Destroyed – 4:48
8. She Came Home for Christmas – 3:55
9. She Spider – 4:44
10. Comforting Sounds – 8:58

## Formazione
- Jonas Bjerre – chitarre elettriche, chitarra acustica, pianoforte, armonium, mellotron, sintetizzatori, voce
- Silas Graae – batteria, percussioni
- Bo Madsen – chitarre elettriche, chitarra acustica
- Johan Wohlert – basso, chitarre